# Reason (玉置成実の曲)
「Reason」（リーズン）は、玉置成実の6枚目のシングル。2004年11月10日にソニー・ミュージックレコーズから発売された。

## 概要
前作から約4ヶ月ぶりのリリース。表題曲は、テレビアニメ『機動戦士ガンダムSEED DESTINY』のエンディングテーマ。玉置にとって3度目となる『ガンダムSEED』シリーズへのタイアップとなった。
初回仕様は、「玉置成実スーパーピクチャーCDレーベル」となっているほか、封入特典として、キャラクターIDカード（アスラン・ザラ）が封入。
オリコンチャートでは初登場2位を獲得。今作で自身の同チャートの最高位を更新し、自身の全シングルのなかで最高位を記録。
玉置のシングルでは、デビュー作「Believe」に次ぐ2番目のヒット。

## 収録曲
1. Reason
作詞：shungo.
作曲：y@suo ohtani
編曲：ats-
MBS・TBS系アニメ『機動戦士ガンダムSEED DESTINY』第1期エンディングテーマ[3]
2. Promised Land
作詞：Saeko Nishio
作曲・編曲：Yuta Nakano
2007年開催されたベストコンサート「My Graduation」で歌ってほしい曲第1位。
3. Truth
作詞：mavie
作曲・編曲：Miki Watanabe
4. Reason(instrumental)

## 収録アルバム
- 『Make Progress』（#1、#3）
  - #1は、リミックスされたバージョンも収録。
- 『Graduation 〜Singles〜』（#1）
- 『TAMAKI NAMI REPRODUCT BEST』（#1）
  - 『Make Progress』に収録されたリミックスバージョン。
- 『機動戦士ガンダムSEED DESTINY COMPLETE BEST』（#1）

## カバー
- EnGene. - 2019年1月1日配信のデジタル・シングル（通算3rdシングル）としてカバー
  - EnGene.は、「Reason」の作詞家のshungo.と作曲家のy@suo ohtaniがプロデュースを行っているボーカル・グループ（EnGene.版「Reason」はy@suo ohtaniが編曲）